# Кашатагское меликство
Кашата́гское мели́кство (также Кышта́г; арм. Քաշաթաղի մելիքություն) — армянское меликство (княжество), существовавшее в XV—XVII веках. Было расположено вдоль реки Акера, на юго-восточном участке современной границы Армении и Азербайджана. Резиденция меликов находилась в селе Хнацах, что на востоке нынешней Сюникской области Армении. Одно из крупнейших меликств Сюника.

## История

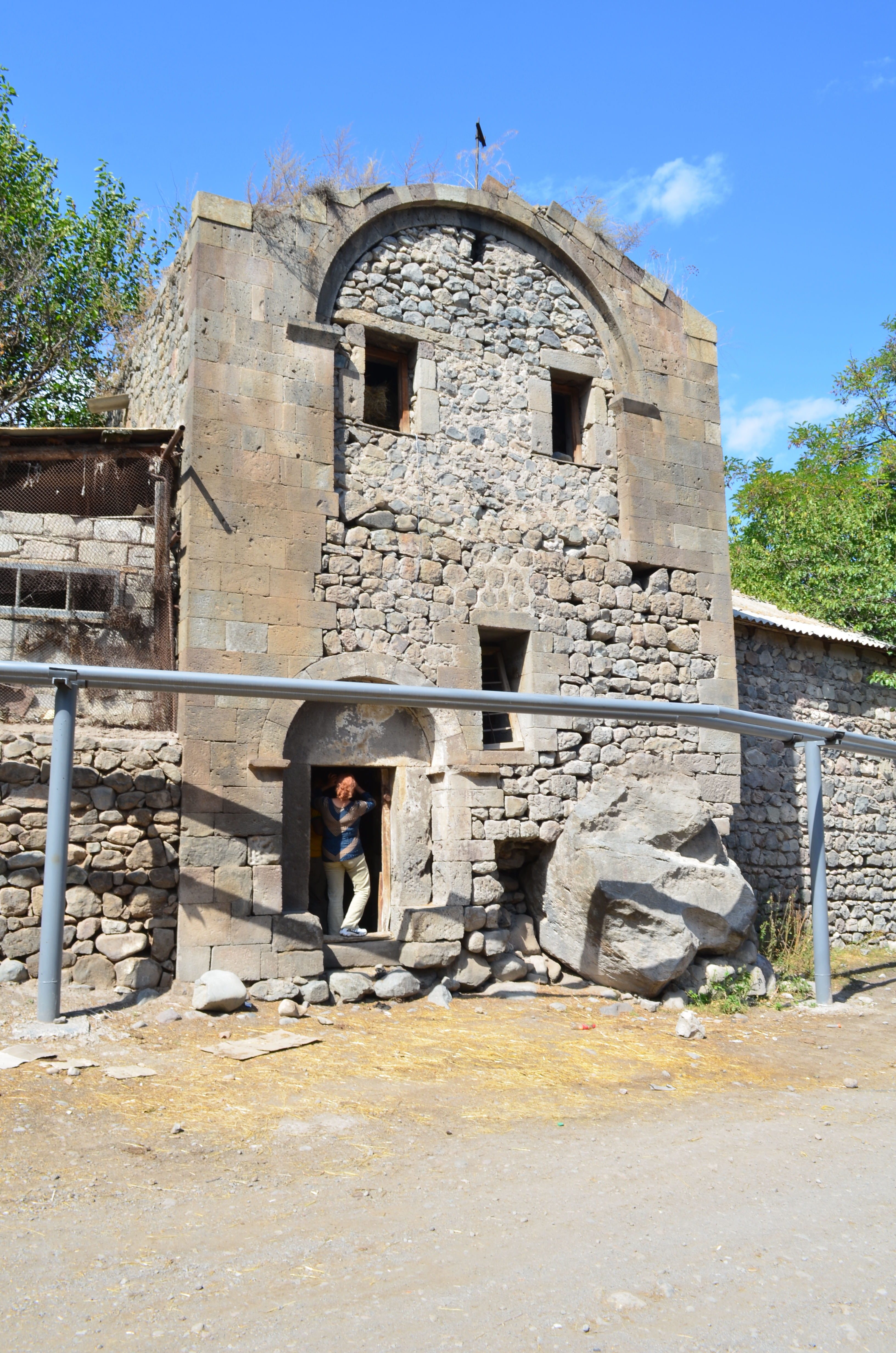
Руины дворца мелика Ахназара I в селе Хнацах

Меликство было основано в последней четверти XV века, его основателем стал мелик Айказ I — родоначальник династии Мелик-Айказян, младшей ветви армянской княжеской династии Прошянов. До Айказянов Кашатагской областью правил род Шахурнеци, а до них — Орбеляны.
От Айказа I княжество унаследовал его сын, Ахназар I. Ахназар умер в 1551 году, его могила сохранилась до 1930-х годов. Дворец Ахназара в Хнацахе сохранился до наших дней.
Наиболее видным представителем рода был мелик Айказ II, который владел меликскими правами с 1551 по 1623 годы и был активным сторонником иранской ориентации в ходе турецко-персидских войн за обладание Закавказьем. Аракел Тебризский упоминает его как одного из знатных армян и советников при дворе шаха Ирана Аббаса I.
По мнению историка М. Асратяна, из-за жёстокой политики Османской империи в ходе временной оккупации Закавказья, в 1580-х или 90-х годах Айказ II покинул свои владения и в течение 10—15 лет жил в изгнании в Иране. После отвоёвывания региона Ираном и вытеснения турецких войск, в 1606—1607 годах, как один из верных сторонников шаха, Айказ II не только был восстановлен в своих правах на Кашатаг, но также получил некоторые владения и за его пределами.
До нас дошёл ферман шаха Аббаса I с перечислением услуг, оказанных меликом шахской власти. Сам ферман не имеет даты, но на печати Аббаса I указана дата 999 год хиджры (то есть 1590/1591 год).

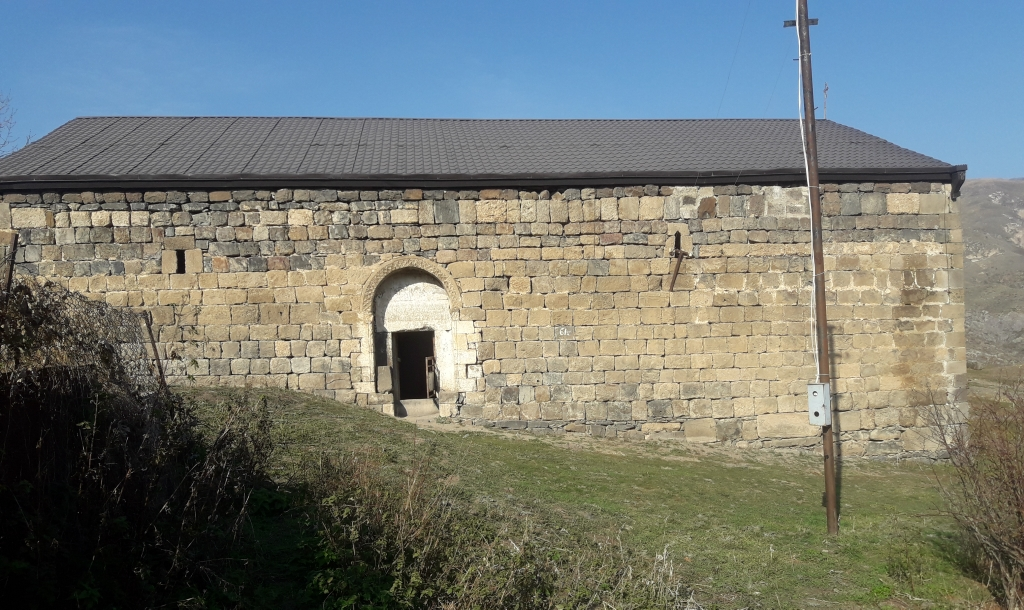
Церковь Св. Богородицы (1682), село Мирик

Имена Айказа I, Ахназара I, Айказа II и их потомков встречаются в лапидарных надписях Кашатагской области. В надгробных надписях, сохранившихся на могильных камнях XVI—XVIII веков в Кашатаге, встречаются имена многих армянских меликов. Тем не менее, являлись ли они представителями рода Айказянов, определить весьма сложно. Так, трудно определить родословную мелика Эмирбека, сына Мартироса, участвовавшего в Ангехакотском собрании 1699 года, на котором армянские мелики приняли решение уполномочить делегацию во главе с князем Исраэлем Ори вести переговоры с лидерами европейских держав (в том числе с Петром I) об освобождении Армении. Было решено начать борьбу для освобождения от персидского владычества. Исраэл Ори, сын армянского мелика из Карабаха, в течение двух десятилетий вёл безрезультатные переговоры с рядом европейских государств о поддержке освободительного движения, после чего стало ясно, что единственным заступником и надеждой армянского народа может быть только Русское Царство, набирающее своё влияние. В 1701 году Ори совместно с влиятельным политическим и церковным деятелем Минасом Тиграняном отправились в Москву к царю Петру I, чтобы представить ему свой план освобождения Армении при поддержке России. Также, они передали Петру I письмо армянских меликов, в котором, в частности, говорилось: «Не имеем иной надежды, токмо в Бозе монарха небеснаго, вашего величества на земли государя». Пётр пообещал оказать армянам помощь по окончании войны со Швецией. Русский царь поддерживал хорошие отношения с представителями армян.

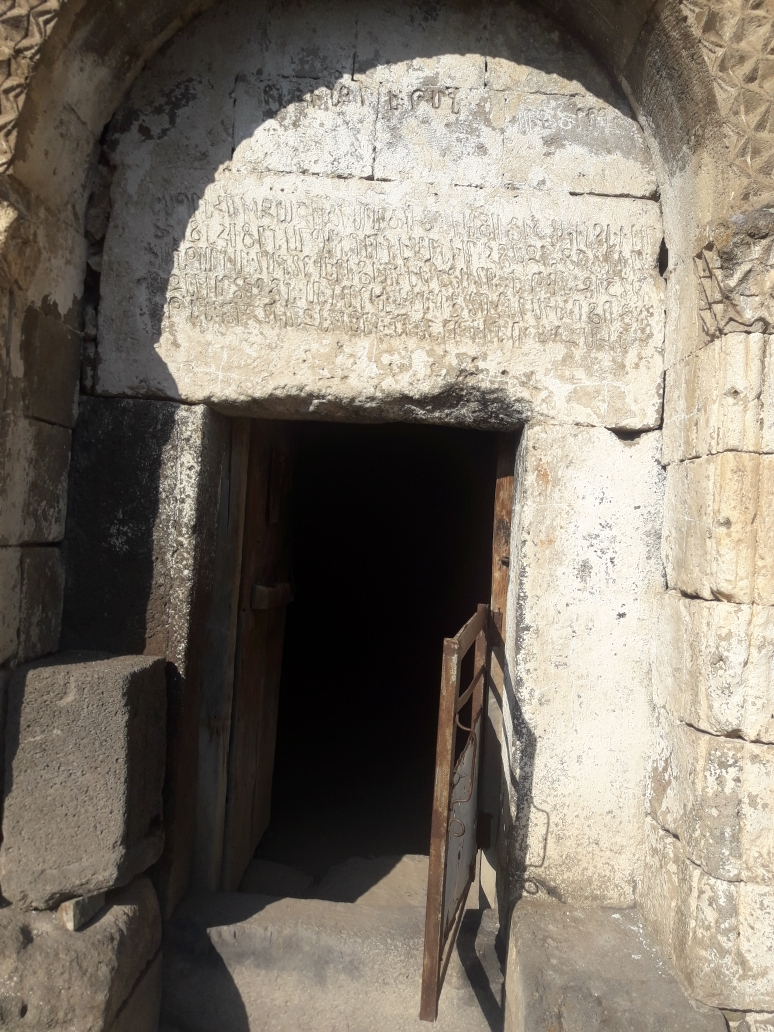
Надпись над входом в церковь Богородицы (с. Мирик)

От имени мелика Кашатага, по всей видимости принадлежавшего к роду Айказянов, сохранился документ, написанный в 1691-92 году на персидском языке. Он включает совместное обращение мелика Ахназара и подчинённых ему сельских старост (арм. танутэр, перс. кедхуда), адресованное шахскому двору. В документе они своими уполномоченными представителями назначают сына мелика Ахназара, Ильяса (Элиаса), и одного из старост, Гикора, которые должны были представить шахскому двору проблемы, возникшие в области, и отстаивать интересы местного населения.
Имена мелика Ахназара и его брата Айказа (который также упоминается в документе 1691/92 года в качестве одного из свидетелей) отмечены в надписи 1682 года на фасаде входа в церковь Святой Богородицы в селе Мирик (Лачинский район).